# بابلو سواريز
بابلو سواريز (بالإسبانية: Pablo Daniel Suárez Barreiro)‏ هو لاعب كرة قدم إسباني في مركز الدفاع، ولد في 25 أبريل 1984 في فيغو في إسبانيا. لعب مع أولمبياكوس نيقوسيا وسلتا فيغو ب ونادي بورغوس ونادي بونتيفيدرا ونادي سمورة ونادي كاستييون.

## وصلات خارجية
- بابلو سواريز على موقع قاعدة بيانات كرة القدم.إي يو (الإنجليزية)
- بابلو سواريز على موقع Soccerway.com (الإنجليزية)
- بابلو سواريز على موقع AS.com (الإسبانية)